# Verlag Hermann Schmidt
Der Verlag Hermann Schmidt in Mainz  ist ein Fachverlag für Typografie, Grafikdesign und kreatives Leben im deutschsprachigen Bereich.

## Geschichte
Der Verlag Hermann Schmidt geht in seinen Wurzeln auf die 1945 gegründete Universitätsdruckerei H. Schmidt zurück.
Der Jurist Hanns Krach gründete das Unternehmen am 1. April 1945 und veröffentlichte einige juristische Fachpublikationen. Hermann Schmidt trat 1952 in das Unternehmen ein und führte es von 1959 bis 1986 als alleiniger Inhaber. Dabei widmete er sich in seiner verlegerischen Tätigkeit ganz seiner Wahlheimat Mainz und dem Bundesland Rheinland-Pfalz.
Bertram Schmidt-Friderichs trat am 1. Januar 1986 in die väterliche Druckerei ein und führte sie von 1988 bis Ende 2013 alleinverantwortlich. Er gab bereits ab Ende der 1980er Jahre aufwändig gestaltete Bücher zu Typografie, Grafikdesign und Kunst heraus, für die ihm mehrere nationale und internationale Auszeichnungen verliehen wurden.
Seit dem 1. Januar 1999 ist der Verlag Hermann Schmidt Mainz ein eigenständiges Verlagsunternehmen mit rund zwölf Mitarbeitern. Seit 1992 unterstützt Karin Schmidt-Friderichs die Programmplanung und ist für Marketing und Vertrieb verantwortlich. Das Unternehmenslogo, das Aldusblatt, geht auf den venezianischen Frühdrucker und Verleger Aldus Manutius zurück und steht als Symbol für Bücher von zeitloser Schönheit. Der Verlag ist Mitglied im Börsenverein des Deutschen Buchhandels.

### Auszeichnungen
Am 10. Dezember 2014 verlieh die rheinland-pfälzische Ministerpräsidentin Malu Dreyer Karin und Bertram Schmidt-Friderichs den Verdienstorden des Landes für ihr Engagement rund ums schöne Buch.
Am 25. Januar 2018 erhielten Karin und Bertram Schmidt-Friderichs den mit 10.000 Euro dotierten Antiquariapreis für ihr verlegerisches Werk mit besonderer Erwähnung der Qualitätsphilosophie, die sich nicht nur auf die Bücher bezieht, sondern auch die Verlagskataloge mit einbezieht.
Am 17. September 2019 wurde der Verlag mit dem Deutschen Verlagspreis ausgezeichnet. Seit Karin Schmidt-Friderichs das Amt der Vorsteherin des Börsenvereins des Deutschen Buchhandels innehat, nimmt der Verlag an der Ausschreibung zum Deutschen Verlagspreis nicht mehr teil.
Am 8. September 2023 erhielt Bertram Schmidt-Friderichs im Rahmen der Verleihung der Urkunden für die schönsten deutschen Bücher seine sechzigste Urkunde von der Stiftung Buchkunst. Die ersten „schönsten Bücher“ hatte er noch vor dem Eintritt in die elterliche Druckerei als Hersteller bei Klett-Cotta und in der Dr. Cantz'schen Druckerei in Stuttgart produziert.

### Verlagsprogramm
Standardwerke spielen im Verlagsprogramm eine tragende Rolle. Viele Titel sind in nationalen und internationalen Wettbewerben mehrfach ausgezeichnet worden. Nea Machina, laut Jochen Rädeker die „Kreativbibel unserer Tage“, wurde mit dem silbernen ADC Nagel ausgezeichnet. Ebenfalls mit dem ADC, DDC und red dot ausgezeichnet wurde Thomas Lupos Anleitung zum Ausbrechen, die zeigt, wie Kreativität mit einfachsten Mitteln die Welt verändern kann, außerdem decodeunicode, das – ausgezeichnet mit dem red dot – den Zugang zu allen 109.242 Zeichen dieser Welt ermöglicht. Unter den von der Stiftung Buchkunst prämierten schönsten deutschen Büchern ist der Verlag regelmäßig vertreten, zuletzt mit dem Buch der Nächte und Vom Blatt zum Blättern.

### Label „Printed in Germany with love“
Der Verlag lässt bewusst in Deutschland drucken. Er kooperiert mit FSC-, PEFC- und EMAS-zertifizierten Lieferanten und übernimmt so die Verantwortung nicht nur für Inhalt und Gestaltung, sondern auch für die Herstellung seiner Werke. Um Bücher zu kennzeichnen, die auf diese nachhaltige Weise im eigenen Unternehmen gedruckt wurden, wurde das Label „printed in Germany with love“ geschaffen.

## Verlegerpersönlichkeiten
Karin und Bertram Schmidt-Friderichs treten auch über ihre verlegerische Tätigkeit hinaus für den bewussten Umgang mit Grafikdesign und visueller Kommunikation ein. Sie halten Vorträge im In- und Ausland, geben Seminare und stehen Studierenden zweimal im Jahr beim so genannten „Mappentag“ mit Rat, Tat und Feedback zur Verfügung.
Bertram Schmidt-Friderichs ist Gründungsmitglied des Forums Typografie, Mitglied des Vorstands in der Gutenberg-Gesellschaft, Mitglied des Type Directors Club of New York (TDC) und derzeit Member of the Board (= Vorstandsmitglied), der Association Typographique Internationale (ATypI) und der Society of Typographic Designers.
Karin Schmidt-Friderichs war von 2003 bis 2011 ehrenamtlich als Vorsitzende des Berufsbildungsausschusses des Börsenverein des Deutschen Buchhandels für die Aus- und Fortbildung tätig. Von 2011 bis 2016 war sie Vorsitzende des Vorstands der Stiftung Buchkunst. Seit März 2018 vertritt sie den Börsenverein des deutschen Buchhandels in der Literaturkonferenz und diese im deutschen Kulturrat. 2019 wurde sie zur Vorsteherin des Börsenvereins des Deutschen Buchhandels gewählt, die zweite Frau in diesem Amt. 2022 wählten die Mitglieder des Börsenvereins sie für eine zweite Amtszeit als Vorsteherin, diese endet am 25. Oktober 2025. Eine erneute Wiederwahl erlaubt die Satzung nicht.